# Il messaggero della morte
Il messaggero della morte (The Sender) è un film del 1982 diretto da Roger Christian.

## Trama
Un uomo disturbato e telepatico è in grado di trasmettere i suoi sogni e le sue visioni nella mente delle persone che si trovano intorno a lui.